# Cistothorus
Cistothorus es un género de aves paseriformes perteneciente a la familia Troglodytidae que agrupa a cinco especies nativas del continente americano cuyas áreas de distribución se encuentran de forma discontinua desde Canadá a través de América del Norte, Central y del Sur hasta Tierra del Fuego e islas del Atlántico Sur. A sus miembros se les conoce por el nombre común de cucaracheros y también ratonas o chivirines entre varios otros.

## Etimología
El nombre genérico masculino «Cistothorus» es una combinación de las palabras del griego «kistos» que significa ‘matorral’, y «thouros» que significa ‘saltando’, ‘corriendo’.

## Características
Las especies de este género son pequeñas, miden entre 9,5 y 12,5 cm de longitud; de color pardo amarillento con dorsos notoriamente estriados de blanco y negro. Habitan en áreas pantanosas o pastizales altos. Todos son discretos y se exponen más cuando cantan.

## Taxonomía
La especie C. stellaris, migratoria dentro de América del Norte, ya era considerada como especie separada por algunos autores anteriores y tradicionalmente como una subespecie de C. platensis, cuyas numerosas subespecies son residentes, por otros autores y clasificaciones; los estudios filogenéticos de Robbins & Nyári (2014) corroboraron la separación, que fue reconocida en las Propuestas N° 820 al Comité de Clasificación de Sudamérica (SACC) y 2021-C-3 al Comité de Clasificación de Norte y Mesoamérica (N&MACC).
Los estudios mismos estudios filogenéticos de Robbins & Nyári (2014) encontraron que Cistothorus platensis era parafilético en relación con C. meridae y C. apolinari, y propusieron el reconocimiento de nueve especies separadas, actualmente subespecies o grupos de subespecies dentro del ampliamente definido platensis. Sin embargo, en la Propuesta N° 837 al SACC se rechazó esta separación, a pesar de reconocer que muy probablemente se trate de múltiplas especies, debido a las incongruencias y lagunas existentes en los análisis presentados.

## Lista de especies
Según las clasificaciones del Congreso Ornitológico Internacional (IOC) y Clements Checklist v.2021, el género agrupa a las siguientes especies con el respectivo nombre popular de acuerdo con la Sociedad Española de Ornitología (SEO), u otro.
| Imagen | Nombre científico     | Autor               | Nombre común              | Estado de conservación |
| ------ | --------------------- | ------------------- | ------------------------- | ---------------------- |
|        | Cistothorus stellaris | (J.F. Naumann, 1823 | (cucarachero culibarrado) | LC                     |
|        | Cistothorus meridae   | Hellmayr, 1907      | cucarachero de Mérida     | LC                     |
|        | Cistothorus apolinari | Chapman, 1914       | cucarachero de Apolinar   | EN                     |
|        | Cistothorus platensis | (Latham, 1790)      | cucarachero sabanero      | LC                     |
|        | Cistothorus palustris | (A. Wilson, 1810)   | cucarachero pantanero     | LC                     |